# Согласительное исповедание (433)
Согласительное исповедание 433 года — компромиссное христологическое исповедание, ставшее доктринальной основой так называемой «Антиохийской унии», в которой преодолевался канонический раскол между Александрийской и Антиохийской церквами, возникший вследствие Эфесского или III Вселенского собора (431). «Антиохийская уния» подразумевала признание Антиохийской церковью ряда возражений Эфесского собора под председательством Кирилла Александрийского и согласие с анафемой взглядов архиепископа Константинопольского Нестория,  при этом сам Кирилл подписывался под подготовленным антиохийской стороной взаимоприемлемым исповеданием.
Авторство текста Согласительного исповедания является спорным, поскольку мнения среди современных комментаторов разделяются между Павлом Эмесским и Феодоритом Кирским. Авторство Павла признается историками более вероятным, поскольку именно он был инициатором унии и главным проповедником примирения между архиепископами Кириллом Александрийским и Иоанном Антиохийским, в то время как Феодорит очень долго оставался непримиримым оппонентом Кирилла и был против признания толкований Кирилла, внесённых Кириллом в Согласительное исповедание, частью Согласительного исповедания.
Согласительное исповедание «Антиохийской унии» до V Вселенского собора рассматривалось в халкидонитских церквях как итоговый документ Эфесского Вселенского собора. Такое мнение крайне спорно, поскольку документ не имеет соборной и общецерковной ратификации, но является не более чем договором о компромиссе между предстоятелями двух кафедр, к тому же потерявшим свою актуальность сразу после смерти инициаторов унии. Отказ от соблюдения Согласительного исповедания привел к возобновлению доктринального конфликта между сторонниками александрийского и антиохийского богословия, следствием чего стал созыв соборов в Константинополе (448), Эфесе (449) и Халкидоне (451).

## История
Сам факт проведения и итоги Эфесского собора 431 года, который провел Кирилл Александрийский, его сторонники и легаты римского папы, вызвал протест со стороны антиохийской делегации во главе с Иоанном Антиохийским, которого поддерживали также и епископы Константинопольской церкви. По этой причине сторонники Иоанна составили свой, альтернативный собор. Обе группы епископов — Кирилла и Иоанна — поочередно анафематствовали друг друга на своих соборах, которые проводили отдельно друг от друга в Эфесе.
Итогом такого противостояния стал раскол между александрийцами, поддержанных Римом, Иерусалимской церковью и частью других сторонников сирийского и антиохийского богословия,  и большинством антиохийцев . В дела церкви вмешался император Феодосий II, пригрозивший устроителям раскола репрессиями, если они не придут к единству. Конфликт между двумя христологическими партиями был преодолен только в 433 году после переписки между Кириллом и Иоанном, при посредничестве Павла Эмесского, с написанием Кириллом Александрийским своей рукой ранее согласованного по переписке Согласительного исповедания, основные идеи которого ранее оглашались на соборе, но в горячке борьбы не были приняты, и своих толкований к нему, ставших частью этого документа. Всё это вместе было также доставлено Месропу Маштоцу и принято Армянской церковью.
Унию между Кириллом Александрийским и Иоанном Антиохийским не поддержали радикальные представители обеих партий в других диоцезах, из-за чего она имела лишь временный успех. После смерти Кирилла и Иоанна доктринальный спор между александрийцами и антиохийцами был возобновлён. Всё это привело к Константинопольскому поместному собору, на котором ранее расколотые благодаря поддержке частью их Кирилла Александрийского против Нестория, но объединившиеся против Евтихия сторонники антиохийского и сирийского богословия осудили, в лице Евтихия, богословие александрийское, приписав не только Евтихию, но и не выступавшим против него сторонникам Диоскора Александрийского,  докетизм и аполлинаризм. Ответной реакцией на это со стороны александрийцев стал созыв Второго Эфесского собора со статусом Вселенского (позже называемого разбойническим), на котором были осуждены все судьи Евтихия, и, соответственно, осуждено богословие антиохийское.
Продолжением доктринального конфликта стал Халкидонский или IV Вселенский собор, который осудил, в лице организаторов Второго Эфесского собора, богословие Диоскора Александрийского и принял орос  на основании перевода с латинского исповедания томоса папы Льва, сделанного с позиций ярко выраженного антиохийского богословия. Результатом этого стал раскол, оказавшийся полным и окончательным, с отделением от имперской церкви восточных монофизитских церквей и несториан и с созданием параллельных халкидонитских патриархатов в Антиохии и Александрии.

## Текст Согласительного исповедания 433 года
Посему исповедуем, что Господь Наш Иисус Христос, Сын Божий Единородный, есть совершенный Бог и совершенный человек с разумной душой и телом, рождённый по Божеству от Отца прежде веков, в последние же дни Он же Самый (рождён) по человечеству от Марии Девы, нас ради и нашего ради спасения. Единосущный Отцу по Божеству и Он же Самый единосущный нам по человечеству. Ибо произошло единение двух естеств. Посему мы исповедуем Единого Христа, Единого Сына, Единого Господа. Сообразно с этой мыслию о неслиянном единении (естеств) мы исповедуем св. Деву Богородицей, и это потому, что воплотился и вочеловечился Бог — Логос и от её зачатия соединил с Собой воспринятый от Неё храм. Евангельские же и апостольские выражения о Господе мы признаём, одни — объединяющими, как относящиеся к одному лицу, а другие — разделяющими, как относящиеся к двум естествам. И одни (выражения признаём) передающими богоприличествующие (свойства) по Божеству Христа, а другие — уничиженные (свойства) по человечеству Его.
Оригинальный текст (греч.)Ομολογούμεν τοιγαρούν τον Κύριον ημών Ιησούν Χριστόν, τον Υιόν του Θεού τον μονογενή, Θεόν τέλειον και άνθρωπον τέλειον εκ ψυχής λογικής και σώματος προ αιώνων μεν εκ του Πατρός γεννηθέντα κατά την θεότητα, επ' εσχάτων δε των ημερών τον αυτόν δι’ ημάς και δια την ημετέραν σωτηρίαν εκ Μαρίας της παρθένου κατά την ανθρωπότητα• ομοούσιον τω Πατρί τον αυτόν κατά την θεότητα, και ομοούσιον ημίν κατά την ανθρωπότητα• δύο γαρ φύσεων ένωσις γέγονε δι’ ο ένα Χριστόν, ένα Υιόν, ένα Κύριον ομολογούμεν.Κατά ταύτην την της ασυγχύτου ενώσεως έννοιαν ομολογούμεν την αγίαν παρθένον Θεοτόκον, δια το τον Θεόν Λόγον σαρκωθήναι και ενανθρωπήσαι και εξ αυτής της συλλήψεως ενώσαι εαυτώ τον εξ αυτής ληφθέντα ναόν. Τας δε ευαγγελικάς και αποστολικάς περί του Κυρίου φωνάς, ίσμεν τους θεολόγους άνδρας, τας μεν κοινοποιούντας ως εφ’ ενός προσώπου, τας δε διαιρούντας ως επί δύο φύσεων και τας μεν θεοπρεπείς κατά την θεότητα του Χριστού, τας δε ταπεινάς κατά την ανθρωπότητα αυτού παραδιδόντας.